# Rio Urtigosa
O rio Urtigosa é um curso de água de Portugal que  nasce na Serra da Freita, na  freguesia de Urrô, no concelho de Arouca. Atravessa uma grande parte da freguesia de Rossas, onde desagua no Rio Arda (Portugal). É um rio regulamentado e fiscalizado, abundante em truta fário.

## Afluentes
- Ribeira da Escaiba